# Zastava Rumunjske
Zastava Rumunjske je trobojnica s trima jednakim okomitim poljima (od jarbola) plave, žute i crvene boje. U ovom obliku službeno je usvojena 27. prosinca 1989. godine.
Smatra se kako tri boje predstavljaju tri rumunjske pokrajine: Transilvaniju, Vlašku i Moldaviju. Zastave kraljevine i komunističke Rumunjske imale su odgovarajuće državne grbove na žutomu polju. Identičnu zastavu s državnim grbom na žutom polju danas ima Moldavija.

## Vanjske poveznice
- Zastave svijeta (engl.)